# Turén
Turén é um município da Venezuela localizado no estado de Portuguesa.
A capital do município é a cidade de Villa Bruzual.